# Pomnik Chrystus przybywa do Sławna

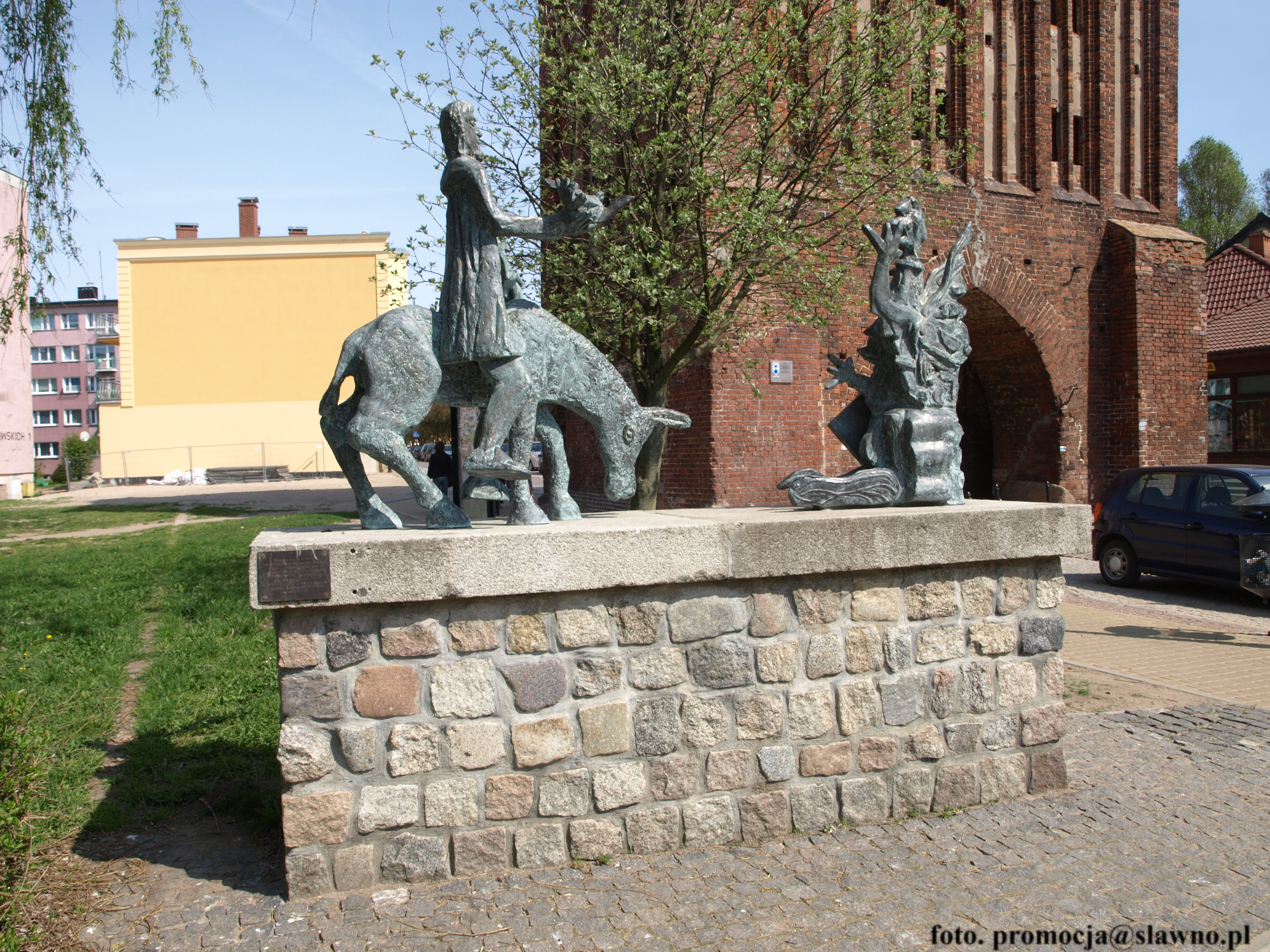
Pomnik Chrystus Przybywa do Sławna

Chrystus przybywa do Sławna – pomnik zaprojektowany przez Heinricha Eugena von Zitzevitza w 1996 roku w darze dla miasta, usytuowany przy Bramie Koszalińskiej na ul. Jedności Narodowej w Sławnie. 
Pomnik przedstawia Chrystusa jadącego na ośle. W jednej ręce trzyma gołębia, w drugiej krzyż. Na cokole znajduje się tablica z tekstem w dwóch językach. Uroczyste odsłonięcie pomnika nastąpiło 22 maja 2001 roku.

## Wymiary pomnika
- wysokość pomnika - 320 cm
- szerokość – 100 cm
- długość - 320 cm